# Karien Robbers
Karien Robbers (16 de agosto de 1993) es una deportista neerlandesa que compite en remo.
Ganó dos medallas en el Campeonato Europeo de Remo, en los años 2020 y 2021, ambas en la prueba de ocho con timonel. Además, obtuvo tres medallas en el Campeonato Mundial de Remo de Mar, entre los años 2022 y 2024.

## Palmarés internacional
| Campeonato Europeo | Campeonato Europeo | Campeonato Europeo | Campeonato Europeo |
| Año                | Lugar              | Medalla            | Prueba             |
| ------------------ | ------------------ | ------------------ | ------------------ |
| 2020               | Poznań (Polonia)   | Medalla de bronce  | Ocho con timonel   |
| 2021               | Varese (Italia)    | Medalla de plata   | Ocho con timonel   |